# 사이안아마이드화 칼슘
사이안아마이드화 칼슘(Calcium cyanamide)은 화학식 CaCN2을 갖는 무기 화합물이다. 이 화합물은 비료로 사용되며 석회질소(nitrolime)로도 부른다. 1898년 아돌프 프랭크와 니코뎀 카로에 의해 처음 합성되었다.

## 생성
CaC2 + N2 → CaCN2 + C (ΔHo
f = –69.0 kcal/mol at 25 °C)